# Publio Decio Mus (cónsul 340 a. C.)

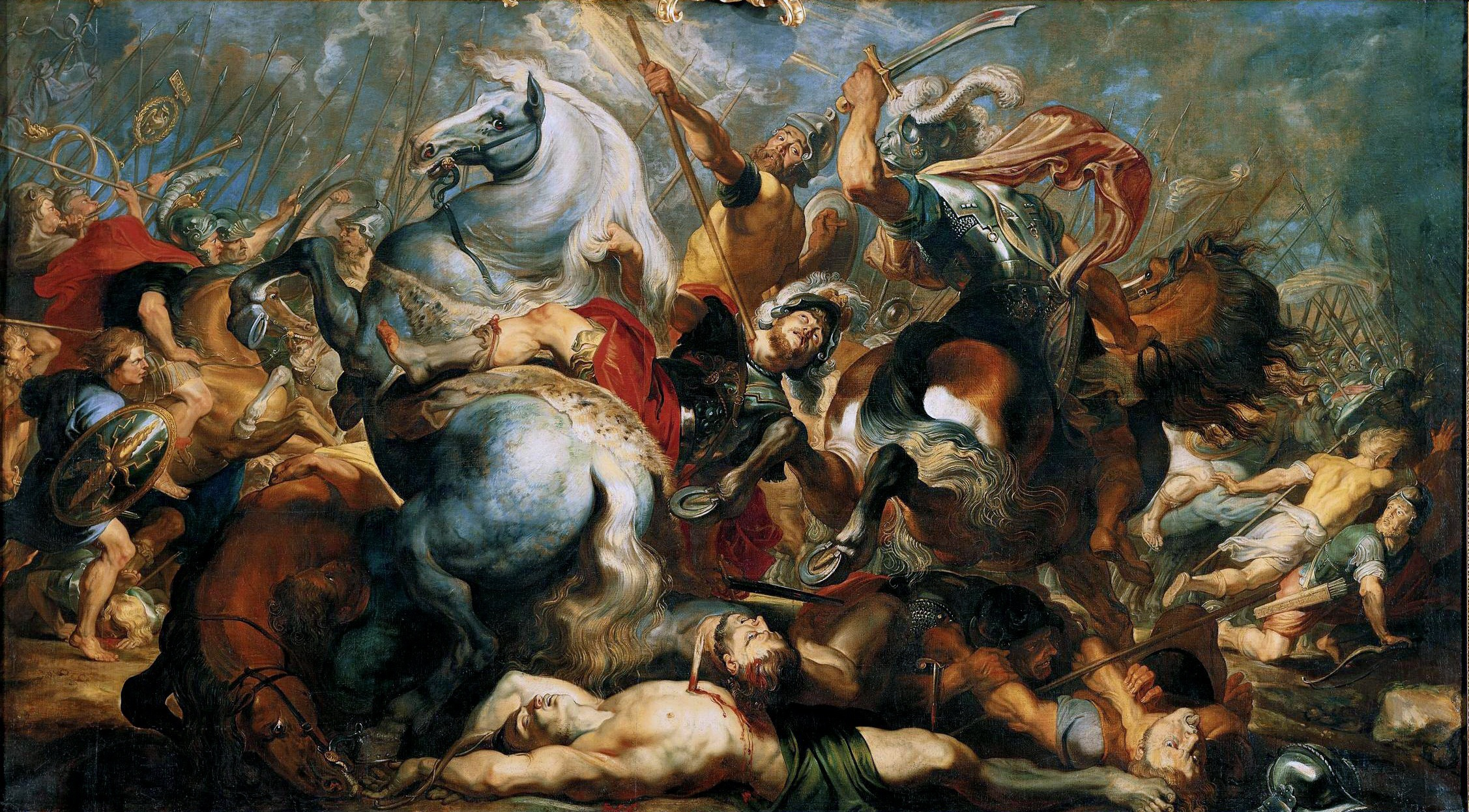
Muerte de Publio Decio Mus

Publio Decio Mus (en latín Publius Decius Mus) fue un militar romano del siglo IV a. C.

## Sus primeras acciones heroicas
Decio es mencionado por primera vez en el año 352 a. C., cuando fue nombrado uno de los quinqueviri mensarii con el fin de liquidar en alguna medida las deudas de los ciudadanos. En 343 a. C. sirvió como tribuno de los soldados bajo Marco Valerio Corvo Arvina, en la guerra con los samnitas, y debido a su heroísmo se salvó el ejército romano de un peligro inminente. Durante la marcha a través de los pasos de montaña de Samnio, el cónsul había llevado a su ejército a un valle rodeado por el enemigo: la destrucción parecía inevitable, cuando Decio se ofreció, en conjunto con los hastati y los principes de la legión, que sumaban unos mil seiscientos hombres, para apoderarse de una altura que dominaba el camino por donde los samnitas pretendían atacar al ejército romano. Allí se mantuvo, a pesar de los esfuerzos de los samnitas para desalojarle, mientras que el ejército romano llegaba a la cima de la montaña. En la noche siguiente se escabulló a través de los samnitas que estaban acampados en torno a él y se unió al cónsul romano, a quien de inmediato convenció para hacer un ataque sorpresa sobre el enemigo. El resultado fue una victoria brillante y la captura de campo enemigo. El cónsul recompensó a Decio con una corona de oro, un centenar de bueyes, y un magnífico toro blanco de cuernos dorados; el ejército, con una corona de hierba torcida, un honor concedido a un soldado que había salvado a un ejército de un enemigo, y sus compañeros le dieron una corona similar.

## Su consulado y su sacrificio
Alcanzó el consulado en 340 a. C., junto con su colega Tito Manlio Imperioso Torcuato, con el que participó en la segunda guerra latina.
Los dos cónsules marcharon al campo de combate, y cuando estaban acampados frente al enemigo cerca de Capua, ambos cónsules tuvieron un sueño, anunciando que el ejército cuyo general muriera en combate junto a sus hombres, alcanzaría la victoria. Se acordó entonces que el que comandara el ala que comenzara a flaquear en combate debía consagrarse a sí mismo y al ejército rival a los dioses Manes y a la Madre Tierra, para alcanzar la victoria.
La batalla decisiva tuvo lugar a los pies del Vesubio, y cuando las tropas de Decio, quien comandaba el ala izquierda, empezaron a ceder, decidió cumplir su promesa. Llamó al pontífice máximo, Marco Valerio, y repitió después de él las palabras por las que se dedicaba él y el enemigo a los dioses de la muerte, con su toga envuelta alrededor de su cabeza, saltó sobre su caballo, y llevando el vestido de sacrificio, se precipitó en la parte más gruesa del enemigo, donde fue muerto. Tal es la historia más común sobre su muerte, pero otros relatos la cuentan de un modo diferente. Zonaras, dice que fue muerto como una víctima de sacrificio por un soldado romano.
Finalmente el ala derecha romana, mandada por Manlio, contenía a la reserva latina, y el ala izquierda, ya recuperada, junto con los samnitas foederati destrozaron a las huestes enemigas, de manera que tan sólo una cuarta parte de los latinos pudo escapar.